# Cherofobia
L'avversione alla felicità, chiamata anche cherofobia o paura della felicità, rappresenta un atteggiamento, per cui gli individui evitano deliberatamente le esperienze che evocano emozioni positive o di gioia.

## Cause
Una delle tante ragioni per le quali la cherofobia potrebbe svilupparsi è la credenza che quando una persona diventa felice, un evento negativo si verificherà presto come punizione alla soddisfazione dell'individuo. Questa credenza è prevalente nelle culture orientali, se l'individuo pensa di dover scontare un karma negativo. Le culture occidentali, invece, sono più guidate dall'impulso di massimizzare la felicità e di minimizzare la tristezza e spesso non sembrare felici dà motivo di preoccupazione. Il valore riposto nella felicità riecheggia in tutta la psicologia positiva occidentale e nelle ricerche sul benessere soggettivo. L'avversione alla felicità è associata alla fragilità delle credenze di felicità, suggerendo che una delle cause di questa paura potrebbero essere l'instabilità e la fragilità, caratteristiche proprie della felicità in sé. Le ricerche mostrano come la felicità sia associata con stili di attaccamento evitanti e ansiosi.

## Fattori culturali
Ci sono quattro maggiori ragioni per le quali i cherofobici evitano la felicità:
- credere che essere felici provocherà eventi negativi;
- credere che la felicità renda cattive le persone;
- credere che esprimere felicità sia un male per la persona in sé e per gli altri;
- credere che perseguire la felicità sia un male per l'individuo in sé e per gli altri.[7]

Per esempio, alcune persone sono diffidenti nei confronti della felicità poiché credono che eventi negativi come infelicità, sofferenza e morte tendano ad accadere alle persone felici.
Queste scoperte "mettono in discussione l'idea che la felicità sia l'obiettivo finale, una convinzione che riecheggia in numerosi articoli e pubblicazioni di auto-aiuto sul fatto che certe scelte possano renderti felice". Inoltre, "nelle culture che credono che la felicità del mondo sia associata al peccato, la superficialità e il declino morale si sentiranno meno soddisfatti quando le loro vite stanno (per altri standard) andando bene", quindi le misure di felicità personale non possono semplicemente essere considerate un metro per la soddisfazione per la propria vita, e gli atteggiamenti come l'avversione alla felicità hanno importanti implicazioni per misurare la felicità tra le culture e classificare le nazioni in base ai punteggi di felicità (happiness economics).
Il soggetto può pensare che siccome è felice arriverà l'infelicità per compensazione, o provare senso di colpa sentendo di non meritare la felicità (es. sindrome dell'impostore). La cherofobia in occidente può essere legata al fatto che molte cose che donano felicità o soddisfazione, come l'amore, il sesso, il cibo, ecc. possono essere viste, da alcune persone che provano per natura o educazione ricevuta un forte senso di colpa, come fonte di peccato: questo soprattutto accade in una particolare visione del retroterra culturale cristiano (ad esempio in chi vede la religione essenzialmente come mortificazione), anche inconscio, e può incrociarsi con il disturbo ossessivo-compulsivo con componente ossessiva di tipo religioso; oppure può derivare dall'avere subìto eventi avversi in un momento di felicità. Già gli antichi greci credevano che gli dèi - raffigurati come immortali ma con caratteristiche comportamentali umane e non completamente buoni - essere invidiosi della felicità umana (convinzione combattuta da filosofi come Epicuro), mentre alcuni filosofi moderni pessimisti, come Arthur Schopenhauer ed Emil Cioran, basandosi su filosofie orientali, platonismo e gnosticismo, hanno definito la vita stessa come una "colpa da scontare" in un mondo contaminato.